# Bernardo de' Rossi (XIII secolo)

Stemma dei Rossi di Parma.

Bernardo de' Rossi (1190 circa – Collecchio, 18 marzo 1248) è stato un generale e politico italiano e podestà di Modena, Firenze, Arezzo, Siena, Cremona, Asti.

## Biografia
Figlio di Orlando de' Rossi già podestà di Parma nel 1180, Bernardo incominciò la propria carriera militare come podestà di parte imperiale di varie città. Dapprima fu a Modena nel 1213 sostituendo un altro parmigiano, Baldovino Visdomini, morto in battaglia contro i ferraresi, confermato come podestà anche nel 1214, Bernardo sposò nel 1216 Maddalena Fieschi, nipote del vescovo di Parma Obizzo e sorella di Sininbaldo Fieschi, canonico della cattedrale di Parma che sarebbe divenuto papa con il nome di Innocenzo IV.
Bernardo fu poi podestà di Reggio Emilia nel 1221, di Siena nel 1224, quindi ebbe un secondo mandato a Modena nel 1226 e a Reggio Emilia nel 1227.
Nel periodo senese Bernardo fece scrivere un panegirico per commemorare le sue qualità di governatore e la campagna vittoriosa condotta contro Grosseto, il brano venne inserito come aggiunta al Libro memoriale delle offese.
iniziato dal Guido Guicciardi nel 1223 e nel quale venivano registrati i fatti d'arme e le dispute che avvenivano nel comune di Siena.
In seguito fu podestà di Cremona nel 1230, di Asti nel 1231, di Arezzo nel 1235, di Firenze nel 1236, di Bergamo nel 1238 e infine di Mantova nel 1239. La lunga serie di podesterie che ricoprì Bernardo non fu frutto solo sua della abilità politica e militare ma anche della stretta amicizia con l'imperatore Federico II di Svevia. Salimbene de Adam, duo concittadino, nella sua Cronica descrisse l'amicizia fra il Rossi e l'imperatore dicendo «.. fu compagno dell'Imperatore e suo grande amico.. ..e quando voleva essere ricevuto (dall'imperatore) non vi era porta che gli fosse chiusa».

### Il passaggio alla fazione guelfa
Tuttavia l'elezione al soglio pontificio del cognato Sinibaldo Fieschi, avvenuta nel 1243 incrinò i rapporti fra i due, Federico divenne sospettoso della lealtà di Bernardo sinché «un giorno, mentre (Bernardo) cavalcava con l’imperatore, il suo cavallo zoppicò, e l’imperatore gli disse: “Messer Bernardo, avete un cattivo cavallo, ma vi prometto che entro pochi giorni ve ne darò uno che non zoppicherà” E Messer Bernardo capì invece che parlava della forca, e infiammato nel cuore contro l’imperatore, se ne andò da esso».
Alcune fonti anonime di parte ghibellina sostennero invece che Bernardo stava tramando contro Federico e il figlio Enzo per favorire il cognato Innocenzo IV che in cambio gli avrebbe promesso il Regno di Sicilia.
Ad ogni modo nel giugno 1245 Bernardo, uno degli esponenti più importanti dei ghibellini, passò in campo guelfo e insieme ai Sanvitale, ai Lupi, ai da Correggio e i da Gente abbandonò Parma ribellandosi alla guida ghibellina della città. Dopo la battaglia di Borghetto del Taro del 15 giugno 1247 nella quale i fuoriusciti guelfi sconfissero i ghibellini di Parma, comandati dal podestà Enrico Testa, Bernardo entrò in città insieme al legato pontificio Gregorio da Montelongo alla testa delle fazioni guelfe.
Bernardo, insieme ai figli Giacomo e Ugolino, prese parte attiva alla difesa di Parma dall'assedio voluto da Federico II desideroso di distruggere la città ribelle e di sostituirla con la nuova città di Vittoria, campo imperiale fortificato che nelle intenzioni dell'imperatore avrebbe dovuto sostituire Parma.
Dopo mesi di assedio Bernardo prese parte con i figli alla sortita decisiva dei parmigiani che, approfittando dell'assenza di Federico a caccia in Val Taro, assaltarono Vittoria mettendola a ferro e fuoco per poi ritirarsi portando in Parma un enorme bottino, fra il quale si annoverava la corona imperiale di Federico, l'episodio è ricordato con il nome di battaglia di Parma.
Lo scontro si rivelò decisivo per le sorti della città di Parma, tuttavia Bernardo non poté godere dei risultati conseguiti, il mese seguente infatti morì a Collecchio cadendo da cavallo mentre veniva inseguito dalle truppe imperiali.
Alle imprese di Bernardo e dei suoi figli Rolando e Giacomo, Troilo II volle dedicare due affreschi nella Sala delle Gesta Rossiane della Rocca dei Rossi di San Secondo Parmense:
- Orlando e il fratello Bernando che, in alleanza con Guido Lupo e Gherardo da Correggio, come loro esuli parmensi, combattono e vincono gli imperiali nella battaglia di Borghetto del Taro del 16 giugno 1245
- I fratelli Giacomo e Ugolino de' Rossi che il 18 febbraio 1248 escono in sortita da Parma assediata e assaltano con successo l'accampamento di Vittoria, posto da Federico II per assediare la città. Nel bottino che fruttò all'audace impresa spiccavano fra i molti oggetti lo scettro e la corona imperiale di Federico II

## Discendenza
Dalla moglie Maddalena Fieschi, Bernardo ebbe almeno tre figli:
- Giacomo, podestà di varie città di parte guelfa;
- Ugolino, preposto della cattedrale di Parma e cappellano pontificio;
- Maddalena, che sposò Giacomo Sanvitale.

Un quarto figlio potrebbe essere Rolando, podestà di Siena, ma non è certo.